# Damm von Tiryns

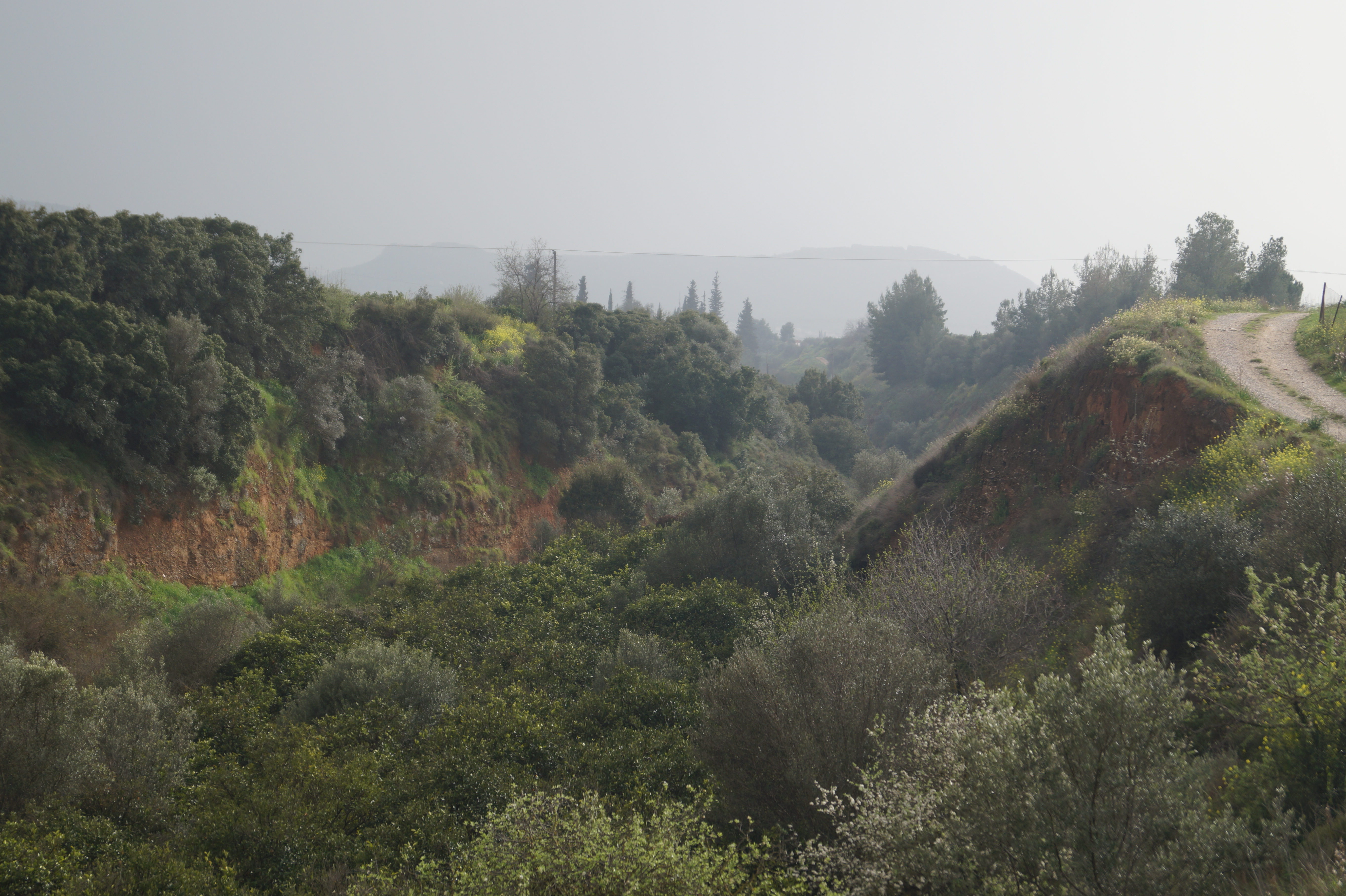
Kanal, der vom alten zum neuen Bachbett führt. Rechts sieht man einen Teil des Dammes.

Der Damm von Tiryns (griechisch Φράγμα της Τίρυνθας), eigentlich Damm von Kofini, ist ein Damm, der in der mykenischen Zeit errichtet wurde. Er befindet sich etwa 900 m nördlich von Agios Adrianos, 2 km östlich von Nea Tiryntha und 4 km östlich der mykenischen Burg von Tiryns. Er diente dazu, den Fluss Lakissa umzuleiten.

## Geschichte
Bis Anfang des 12. Jahrhunderts v. Chr.  floss der Lakissa, von Osten kommend, nördlich am Profitis Ilias Hügel und etwa 1 km weiter westlich südlich an der Burg von Tiryns vorbei. Eine Schlammlawine, die möglicherweise durch ein Erdbeben ausgelöst wurde, verschüttete die Siedlung um 1190/80 v. Chr. (am Ende des Späthelladikums III B2), die südlich außerhalb der Burg lag. Durch die Schlammablagerung änderte sich der Lauf des Flusses, der nun nördlich an Tiryns vorbeifloss.
Vermutlich um eine weitere Katastrophe zu verhindern, leitete man den Lakissa kurze Zeit später (im Späthelladikum III C früh) um. Hierfür grub man etwa 4 km östlich von Tiryns kurz hinter der Mündung von zwei Bächen in den Lakissa einen 1,5 km langen Kanal vom alten Flussbett in südwestliche Richtung. Hier traf der Kanal westlich vom heutigen Dorf Ag. Adrianos auf das Flussbett des Manessi. Dieser floss zunächst südlich am Profitis Ilias-Hügel und dann nördlich am Agia Kyriaki-Hügel vorbei und mündete etwa 1,5 km südlich von Tiryns in den Argolischen Golf. Das alte Flussbett verschloss man mit einem etwa 10 m hohen und 300 m langen Damm.